# Marie Hourihan
Marie Hourihan (Harrow, 10 marzo 1987) è un'ex calciatrice inglese naturalizzata irlandese, di ruolo portiere.
Per oltre 15 anni in attività, ha indossato la maglia della nazionale irlandese, marcando tra il 2017 e il 2021 24 presenze, e ha deciso di ritirarsi dal calcio giocato al termine della stagione 2021-2022 chiudendo la carriera nel Birmingham City.

## Palmarès

### Club
- Campionato inglese: 2

Chelsea: 2015
Manchester City: 2016
- FA Women's Cup: 3

Birmingham City: 2011-2012
Chelsea: 2014-2015
Manchester City: 2018-2019
- FA Women's League Cup: 2

Manchester City: 2016, 2018-2019